# Petit Frère (roman, 2008)
Pour les articles homonymes, voir Petit Frère.
Petit Frère est un roman d'Éric Zemmour paru en janvier 2008, inspiré d'un fait divers, et se voulant la description de relations entre Juifs et musulmans français comme régies principalement par le racisme et la haine. Initialement reconnu par la critique comme une transposition de l'affaire Ilan Halimi, le livre est ensuite rattaché à l'affaire Sébastien Selam, ce qui vaut à son auteur de la part de la famille de la victime un procès pour diffamation et violation du secret de l'instruction.

## Thème
Le récit prend pour point de départ l'assassinat d'un jeune DJ juif, Simon Sitruk, par son meilleur ami arabe, Yazid Chadli, qu'il connaissait depuis sa prime enfance. Un journaliste de gauche s'intéresse à cette affaire et mène son enquête dans le quartier du 19e arrondissement où s'est déroulé le drame pour essayer de comprendre les raisons de ce crime. Il découvre, progressivement, la faillite de l'intégration à la française, la communautarisation et la dégradation des relations entre les différentes communautés ethniques et religieuses.
Le roman s'inspire d'un fait divers réel, l'homicide de Sébastien Selam, mutilé et tué par son voisin et ami musulman, Adel Amastaibou, en 2003. Toutefois, dans cette affaire, et contrairement au roman, l'agresseur ayant été considéré irresponsable au moment des faits, le procès avait conclu à un non-lieu,.

## Réception par la critique
Pour Madame Figaro, Éric Zemmour conduit une réflexion sur le racisme et l'antiracisme. Le journal souligne la phrase d'Alain Finkielkraut placée en exergue du roman : « L'antiracisme est le communisme du XXIe siècle ». 
Paris Match voit dans le roman d'Éric Zemmour une transposition de l'assassinat d'Ilan Halimi en 2006 par Youssouf Fofana. Partant de cette hypothèse, l'auteur de l'article estime que le livre aborde « le grand sujet tabou de la vie politique française », à savoir « la vraie nature des relations entre juifs et musulmans français ». Il s'agit selon lui d'un « racisme violent et assumé », qui accompagne aussi bien « les angoisses de la communauté juive » que « les rancœurs des beurs ». Le livre se veut une critique de la gauche, mais « parce qu'il remplace le communisme et est devenu la nouvelle religion des pauvres, l'islam est ridiculement attaqué. » Le critique identifie aussi des passages drôles et « se régale de l'assassinat en règle de S.o.s.-Racisme qui nous a ensevelis sous des gravats de mots boursouflés et de sentiments affectés ». Il trouve le roman, qui « dirige les projecteurs sur le fossé qui sépare les communautés juive et musulmane », « criant de vérité » dans les paroles exprimées. 
Pour le critique Jacques Nerson dans Le Nouvel Observateur, le roman est également inspiré de l'affaire Halimi, et Éric Zemmour y apporte son aide aux fanatiques qui s'efforcent d'importer en France le conflit israélo-palestinien. Il attribue à Zemmour les propos misogynes, racistes anti-noir et homophobes de ses personnages et conclut que « tremper sa plume dans la haine ne suffit pas à écrire comme Céline ».
Dans Marianne, l'enseignante Barbara Lefebvre considère que Petit Frère, utilise l'affaire Selam, « sans autre inventivité romanesque que salir la mémoire de Sébastien, le « mauvais juif », pour avoir des relations avec des jeunes filles non-juives, et calomnier d'autres membres de sa famille sous couvert de fiction ».
Le journaliste Claude Askolovitch, dans une réflexion de 2018 sur « le manifeste contre le nouvel antisémitisme » initié par Philippe Val, retrouve dans ce roman « les thèses, désormais majoritaires, […] d'une France qui devrait, pour se sauver et sauver ses juifs, savoir traiter ses immigrés en ennemis. » Pour lui, faire passer Éric Zemmour pour un défenseur des juifs et de la France « épice l'horreur de comique grinçant », compte tenu de ses prises de position aussi bien sur les boat-people africains que sur le rôle de Pétain. Mais sa thèse reste, avant tout, « une pensée fausse ».

## Polémique en marge du livre
Depuis 2008, la famille Sélam poursuit l'auteur de Petit frère et son éditeur Denoël au civil, et au pénal. Des passages du roman semblant être directement issus des documents de la procédure pénale, Éric Zemmour est accusé de recel du secret de l'instruction. La famille se plaint par ailleurs, par la voix de son avocat, que « La victime et les membres de sa famille sont injuriés et traînés dans la boue. Sébastien Selam est décrit comme un mauvais Juif, sa mère diffamée et son grand-père, aujourd'hui décédé, accusé des pires maux ».
Les motifs de la plainte en référé visant à l'interdiction du livre (diffamation, atteinte à la dignité d'un mort, atteinte à la vie privée et violation du secret de l'instruction) n'ont pas été jugés, la famille étant déboutée en 2010 pour inadéquation de la procédure de référé.

## Éditions
- 2007 : Petit Frère, Paris, Denoël, 352 p.  (ISBN 978-2-207-25668-8)
- 2009 : Petit Frère, Paris, J'ai lu (no 8939), 284 p.  (ISBN 978-2-290-01430-1)